# ارسوس
ارسوس (به لاتین: Arsos, Larnaca) یک منطقهٔ مسکونی در قبرس است که در ناحیه لارناکا واقع شده‌است.

## خصوصیات
ارسوس  ۳۲۷ نفر جمعیت دارد.